# Fontaine Boucherat
La fuente de Boucherat es una fuente de agua potable monumental de la Place Olympe-de-Gouges, en la esquina de la rue de Turenne, la fuente linda con el no 133 rue de Turenne, y rue Charlot, la fuente está al lado del n. 70 calle Charlot del 3 distrito de París.

## Historia
Construida en 1697 por el arquitecto parisino Jean Beausire, lleva el nombre del canciller Louis Boucherat.
Esta en un vano  cuadrangular clásico con un frontón triangular adornado, tiene sobre el mascarón una inscripción en latín agradeciendo al rey Luis XIV por la paz que acaba de firmar en Ryswyck en los Países Bajos el :
FAVSTA PARISIACAM LODOICO REGE POR VRBEM
PAX VT FVNDET OPES FONS ITA FVNDIT AOVAS
Así, siendo rey Luis, una feliz paz extenderá su fuerza benéfica
a través de la ciudad de París, así mismo esta fuente deja salir sus aguas
Falta una línea o esta línea no es visible : AOVAS se puede leer como AQVAS.
Debajo, se fija otra placa. :
EDIFICADA POR EL ARQUITECTO JEAN BEAUSIRE EN 1699 Y NOMBRADO ASÍ EN HONOR DEL CANCILLER BOUCHERAT
Los nombres de la rue Charlot y la rue de Boucherat (antiguo nombre de esta parte de la rue de Turenne) están grabados en los dos lados de la fuente. El número 14 grabado debajo de los nombres de las calles correspondía al distrito definido por la ordenanza de policía del .

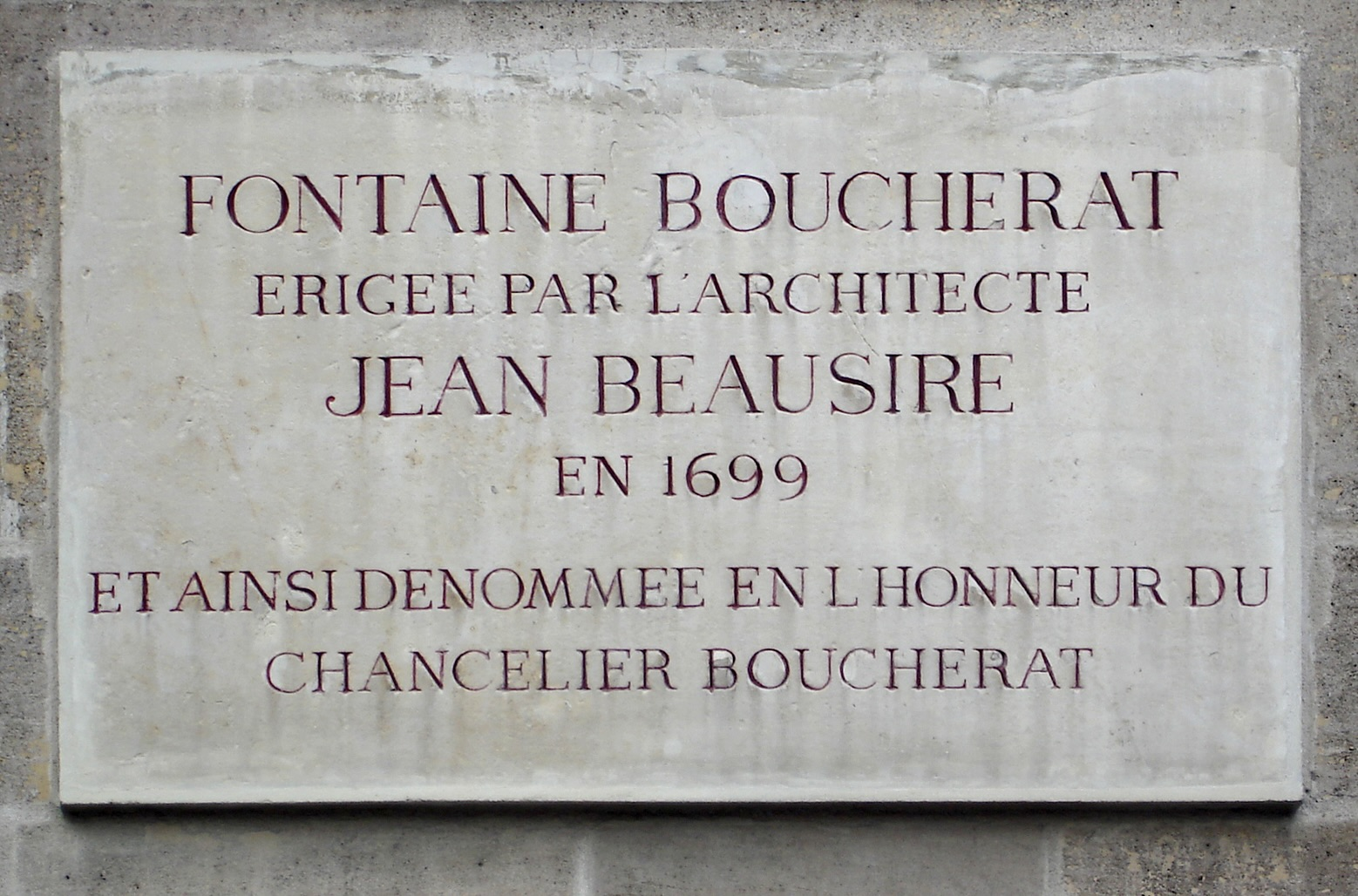
Plaque donnant le nom de la fontaine et son architecte.
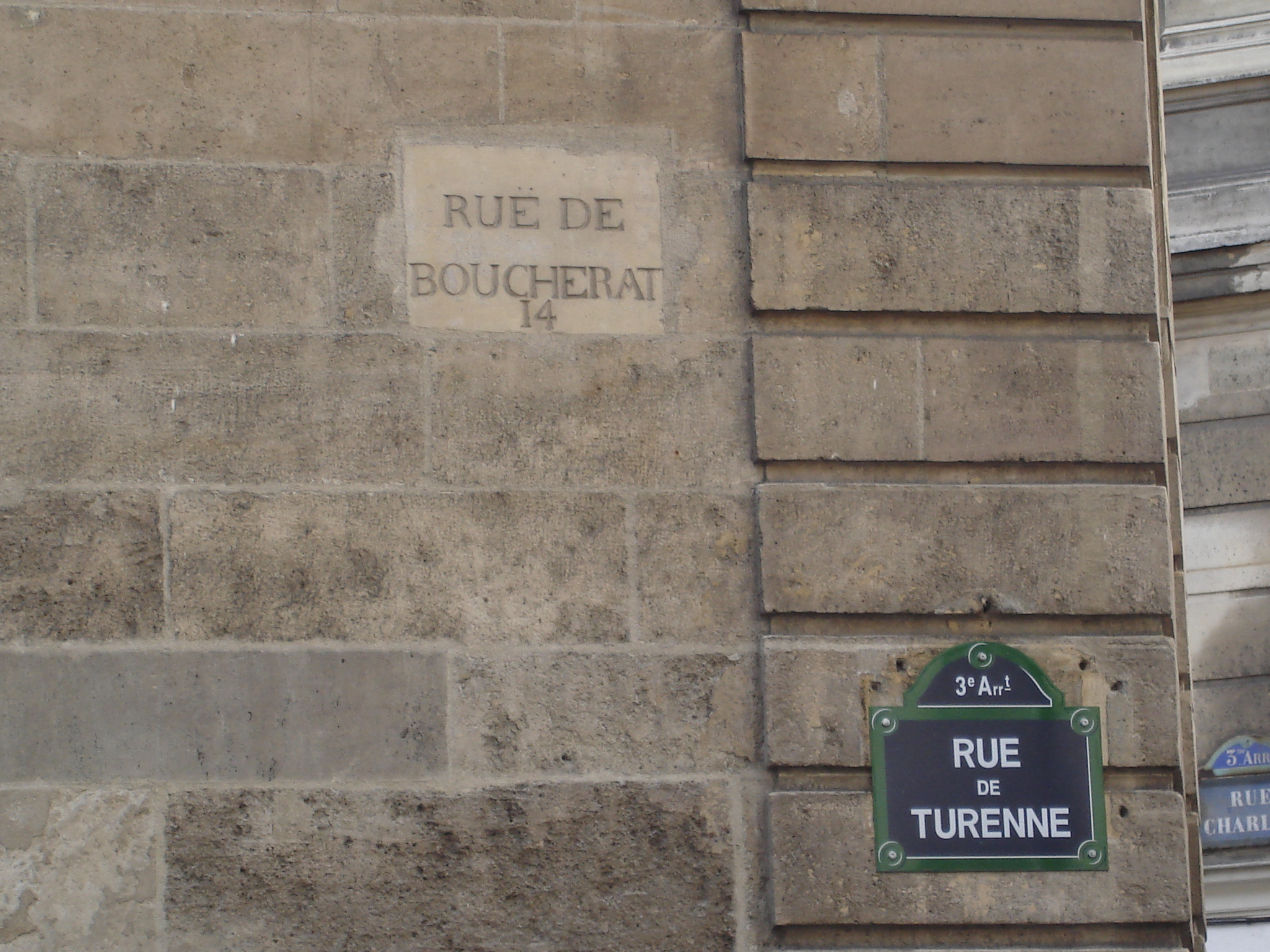
Ancien nom de la rue gravée, et plaque avec le nouveau nom.

La rue de Boucherat lleva el nombre de Louis Boucherat, canciller de Francia, que ejecutó el edicto sobre la revocación del Edicto de Nantes firmado por su predecesor.
La ciudad de París la renovó en 1993 y como medida de ahorro, un pulsador permite que fluya un hilo de agua.

## Protección
Fue catalogada como monumento histórico el 17 de marzo de 1925.